# La liseuse (Renoir)
La liseuse o La lettrice è un dipinto del pittore francese Pierre-Auguste Renoir, realizzato nel 1875-1876 e conservato al museo d'Orsay di Parigi.

## Descrizione
Come si può dedurre dal titolo, la tela raffigura nient'altro che una donna completamente assorta nella lettura del libro. Ad aver posato per il quadro è Marguerite Legrand, detta Margot, una bella giovinetta di Montmartre stroncata dalla febbre tifoidea nel febbraio 1879. La sua morte fu motivo di grande dispiacere per Renoir, il quale avrebbe ricordato con rimpianto che «aveva una pelle che rifletteva la luce». Renoir, in effetti, ammirava molto le qualità cromatiche e luministiche dell'incarnato dell'amica, e in questo quadro cerca di esaltarle con la neonata tecnica impressionista.
Brani di particolare preziosità pittorica sono le labbra rosse e brillanti, il jabot rosa nel quale sprofonda dolcemente il mento della ragazza e gli occhi rivolti verso il basso, descritti da due semplici linee nere. Il dipinto è stato realizzato in studio, ma conserva splendidamente la freschezza e la spontaneità delle opere nate di getto, en plein air, presentandosi agli occhi dell'osservatore con l'immediatezza di un'istantanea fotografica. Nell'opera non esiste disegno o contorno e i colori locali dell'incarnato sono completamente stravolti dagli effetti di luce. Siamo infatti probabilmente all'interno del Caffè Guerbois o del Café de la Nouvelle Athènes, due dei ritrovi più frequentati dagli Impressionisti, e l'incarnato di Margot è costruito con violenti tocchi di pennello giallo, perché modellato dalle tonalità dorate della luce artificiale a gas.
Le pennellate sono rapide, filamentose, e oltre a dosare sapientemente i toni caldi con i toni freddi (si veda come il calore del viso di Margot viene controbilanciato dalla zona blu-verde sulla parte destra della tela), «sfaldano le superfici cromatiche e, eludendo i particolari fisionomici, assorbono i volumi plastici nello sfondo indefinito e chiuso dello spazio entro il quale i gesti transitori dell'azione sono congelati in una visione come sospesa e senza tempo» (Filippo Musumeci). Acquistato nel 1876 da Gustave Caillebotte, La liseuse entrò a far parte delle collezioni statali francesi in occasione del cosiddetto «lascito del 1893»: prima di trovare la sua collocazione definitiva presso il museo d'Orsay, fu esposto dapprima al museo parigino du Luxembourg e al Louvre.